# Haringvliet
Haringvliet este o arie protejată (arie specială de conservare — SAC, sit de importanță comunitară — SCI, arie de protecție specială avifaunistică — SPA) din Țările de Jos întinsă pe o suprafață de 11.196 ha, integral pe uscat.

## Localizare
Centrul sitului Haringvliet este situat la coordonatele 51°53′46″N 4°03′46″E / 51.8961°N 4.0629°E.

## Înființare
Situl Haringvliet a fost declarat sit de importanță comunitară în decembrie 1996 pentru a proteja 44 de specii de animale. Alte tipuri de protecție:
- arie de protecție specială avifaunistică (în martie 2000)[3]
- arie specială de conservare (în septembrie 2013)[2][4][5]

## Biodiversitate
Situată în ecoregiunea atlantică, aria protejată conține 3 habitate naturale: Râuri cu maluri nămoloase cu vegetație de Chenopodion rubri p.p. și Bidention p.p., Liziere de ierburi înalte hidrofile de câmpie și de nivel montan până la alpin, Păduri aluvionare cu Alnus glutinosa și Fraxinus excelsior (Alno-Padion, Alnion incanae, Salicion albae).
La baza desemnării sitului se află mai multe specii protejate:
- păsări (35): lăcar-de-rogoz (Acrocephalus schoenobaenus), rață sulițar (Anas acuta), rață lingurar (Anas clypeata), rață pitică (Anas crecca), rață fluierătoare (Anas penelope), rață mare (Anas platyrhynchos), rață pestriță (Anas strepera), gârliță mare (Anser albifrons), gâscă cenușie (Anser anser), gârliță mică (Anser erythropus), rața moțată (Aythya fuligula), Aythya marila, Branta leucopsis, prundăraș de sărătură (Charadrius alexandrinus), prundaș gulerat mare (Charadrius hiaticula), erete de stuf (Circus aeruginosus), Cygnus columbianus bewickii, egretă mică (Egretta garzetta), șoim călător (Falco peregrinus), lișiță (Fulica atra), pescăruș-cu-cap-negru (Larus melanocephalus), sitar de mâl (Limosa limosa), gușă albastră (Luscinia svecica), culic mare (Numenius arquata), vultur pescar (Pandion haliaetus), cormoran mare (Phalacrocorax carbo), lopătar (Platalea leucorodia), ploier auriu (Pluvialis apricaria), corcodel mare (Podiceps cristatus), ciocântors (Recurvirostra avosetta), chiră mică (Sterna albifrons), chiră de baltă (Sterna hirundo), chiră de mare (Sterna sandvicensis), călifar alb (Tadorna tadorna), nagâț (Vanellus vanellus)
- mamifere (2): castor (Castor fiber), Microtus oeconomus arenicola
- pești (7): Alosa alosa, Alosa fallax, zglăvoacă (Cottus gobio), Lampetra fluviatilis, Petromyzon marinus, boarță (Rhodeus amarus), somonul (Salmo salar)